# Stefano Fiorentino

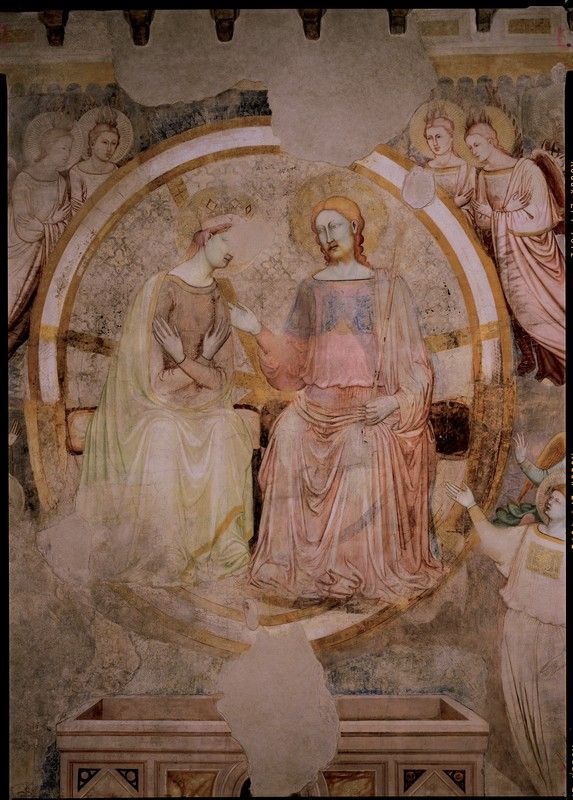
Stefano Fiorentino (zugeschrieben), Marienkrönung, 14. Jahrhundert, Fresko, Turm, Abtei von Chiaravalle Milanese

Stefano di Ricco, (Florenz, vor 1295–um 1350?), Stefano Fiorentino genannt,  war ein wahrscheinlich überwiegend in der Toskana tätiger Maler der ersten Hälfte des 14. Jahrhunderts. Trotzdem er im 14. Jahrhundert in Quellen aus Florenz und Pistoia als einer der besten Maler nach Giotto genannt wird, fehlt es an dokumentierten Informationen zu seinem Leben und ihm sicher zuzuschreibenden Werken. Die von der Kunstwissenschaft diskutierten Gemälde sind weder signiert noch durch zeitgenössische Quellen gesichert.

## Leben
Zu Stefanos Ausbildung und Leben gibt es kaum sichere Dokumente. Vermutet wird, dass er sich zwischen 1315 und 1320 in der für Maler zuständigen Florentiner Zunft der Ärzte und Apotheker (Arte dei Medici e Speziali) immatrikulierte. 1347 wird er als Maler eines verschollenen Altarbildes des Hauptaltars der Kirche San Giovanni Fuorcivitas in Pistoia genannt.

## Rezeption
Stefano taucht in einer um 1349 erstellten Liste der Baukommission (Operai) von San Giovanni Fuorcivitas in Pistoia auf, die die „besten Meister der Malerei, die es in Florenz gibt“ („migliori maestri di dipingiere che siano in Firenze“) umfasst. Sein Name steht dort an zweiter Stelle nach Taddeo Gaddi. Zu den frühen Zeugnissen zählt zudem eine Erwähnung in Franco Sacchettis vielgelesenen Trecentonovelle (ca. 1385–1400, Novelle CXXXVI), nach der er einer der besten Meister nach Giotto sei. Der Florentiner Filippo Villani lobt ihn in seinem Liber de origine Florentinae et eiusdem famosis civibus (1381–1400) als „Affe der Natur“ („naturae symia“) im Sinne eines „Nachahmers der Natur“. Er stelle menschliche Körper mit der Präzision eines Arztes dar, sodass Giotto selbst meinte, dass ihnen nur noch der Atem fehle.
Als hervorragenden Giotto-Schüler erwähnt ihn auch Lorenzo Ghiberti in seinem Kunsttraktat (I Commentarii, 1450er Jahre) und nennt seine Werke „sehr bewunderwert und mit größter Gelehrtheit ausgeführt“ („molto mirabili e fatto con grandissima doctrina“). Ghiberti schreibt ihm einige Fresken in Florenz zu: drei Fresken im Kreuzgang von Santo Spirito, ein Porträt des Thomas von Aquin und weitere Gemälde in der Kirche Santa Maria Novella sowie in Assisi.
Die biografischen Informationen in Giorgio Vasaris Viten sind wegen ihres etwa zweihundertjährigen Abstands zweifelhaft, da sie überwiegend auf älteren Quellen – wie Sacchetti, Villani und Ghiberti – sowie unzuverlässigen lokalen Überlieferungen und Vasaris nicht immer korrekten eigenen Beobachtungen beruhen. Auch Vasaris positives, ja begeistertes Urteil über die Qualitäten von Stefanos Malweise geht wohl auf das Lob in der älteren Literatur zurück:

„… avanzò di tanto il suo maestro stesso [Giotto] che fu, e meritamente, tenuto il miglior di quanti pittori erano stati infino a quel tempo, come chiaramente dimostrano l’opere sue.“

„… er übertraf so sehr selbst seinen Meister, dass er verdientermaßen als bester Maler bis zu jener Zeit betrachtet wurde, wie seine Werke klar zeigen.“

In Vasaris Modell eines stetigen Fortschritts der Entwicklung der Künste kommt Stefano im Unterschied zu dem heftig kritisierten Agnolo Gaddi die Rolle zu, auf die kommenden Generationen vorauszuweisen („Es scheint, als beginne man hier ein gewisses Licht der guten und perfekten Maniera zu sehen“, im Italienischen: „che pare ch’è cominciasse a vedere un certo lume della buona e perfetta maniera de’ moderni“)
Nach Vasaris Darstellung nahm Stefanos Sohn Tommaso den Namen Giottino („kleiner Giotto“) an.
Der Vita zufolge stammten folgende Werke von Stefano Fiorentino:
- Madonna, Fresko (1944 zerstört), Camposanto, Pisa
- Szenen aus dem Leben Christi, Fresko (im 15. Jahrhundert zerstört), Santo Spirito, Florenz
  - Verklärung Christi
  - Christus befreit eine Besessene
- Arbeiten für Matteo Visconti (vielleicht in der Visconti-Kapelle der Kirche Sant’Eustorgio oder in der Abtei von Chiaravalle)
- Martyrium des hl. Markus, Fresko (zerstört), Cappella degli Asini (abgerissen), Santa Croce, Florenz
- Szenen aus dem Leben Christi, Fresko (zerstört), Apsis, Alt-Sankt Peter (abgerissen), Rom
- hl. Ludwig von Toulouse, Santa Maria in Aracoeli, Rom
- „eine Geschichte der himmlische Glorie“ („una storia della gloria celeste“), Fresko (unvollendet, 1622 zerstört), Cappella Maggiore, Basilica inferiore, Assisi

- Madonna, Fresko (zerstört), Straßentabernakel der Familie Gianfigliazzi, Lungarno – Nähe Ponte alla Carraia, Florenz
- Fresken (zerstört), Cappella di San Jacopo, San Zeno, Pistoia
- Fresken (unvollendet, zerstört), Cappella di Santa Catharina, San Domenico, Perugia

## Werke
Als für Stefano gesichert gilt das Fresko mit dem hl. Thomas von Aquin, das der Maler laut Lorenzo Ghiberti in Santa Maria Novella, Florenz gemalt hat. Das 1858 abgenommene Fresko wurde 2016 identifiziert. Außerdem werden ihm seit Roberto Longhi einige der Fresken im Turm der Zisterzienserabtei von Chiaravalle bei Mailand zugeschrieben; die jüngere Forschung geht von einem „ersten Chiaravalle-Meister“ (1315) beziehungsweise mehreren Malern aus, die in der Werkstatt Stefanos tätig waren. Die Fresken wurden 2004–2010 restauriert.

## Bildergalerie

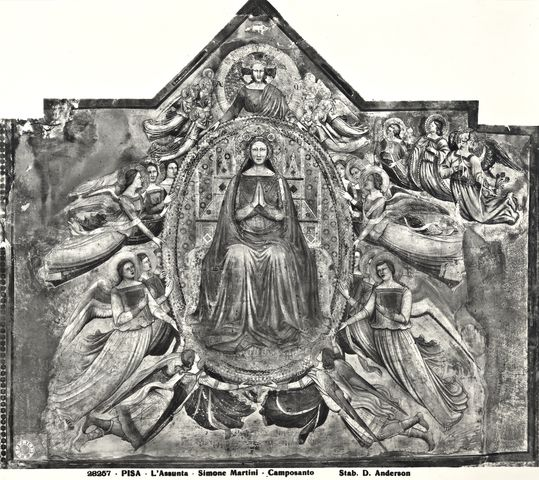
Die 1944 verlorene Himmelfahrt auf dem Camposanto di Pisa
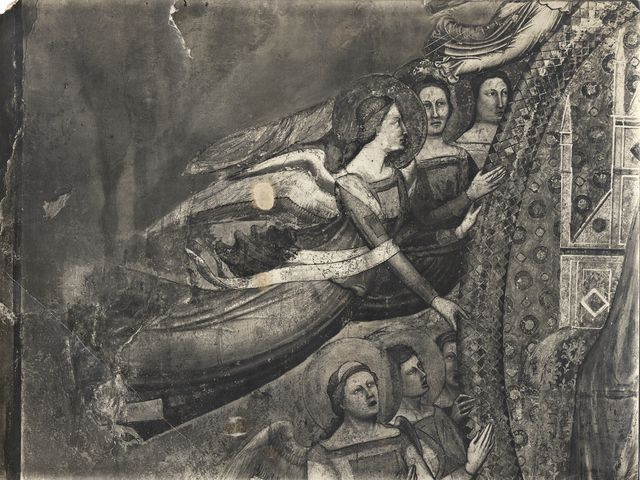
Die  zerstörte Himmelfahrt, Detail
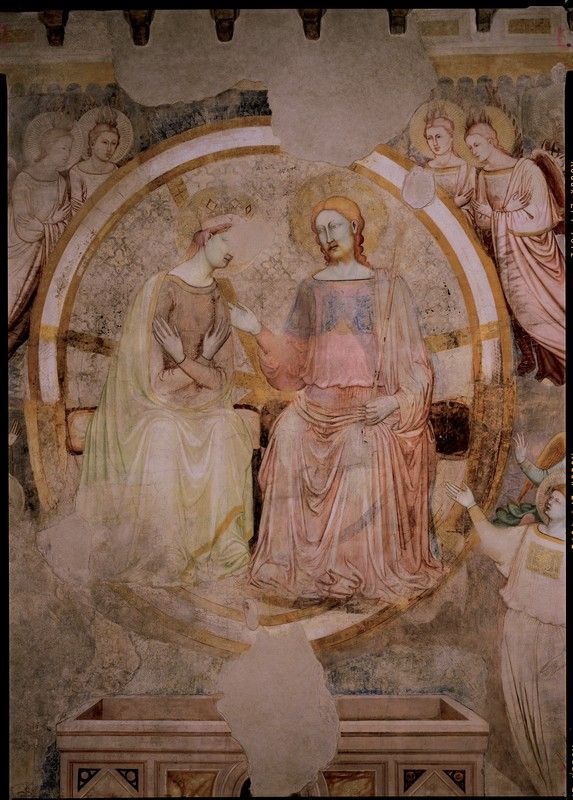
Stefano Fiorentino zugeschriebenes Fresko in der Abtei  von Chiaravalle
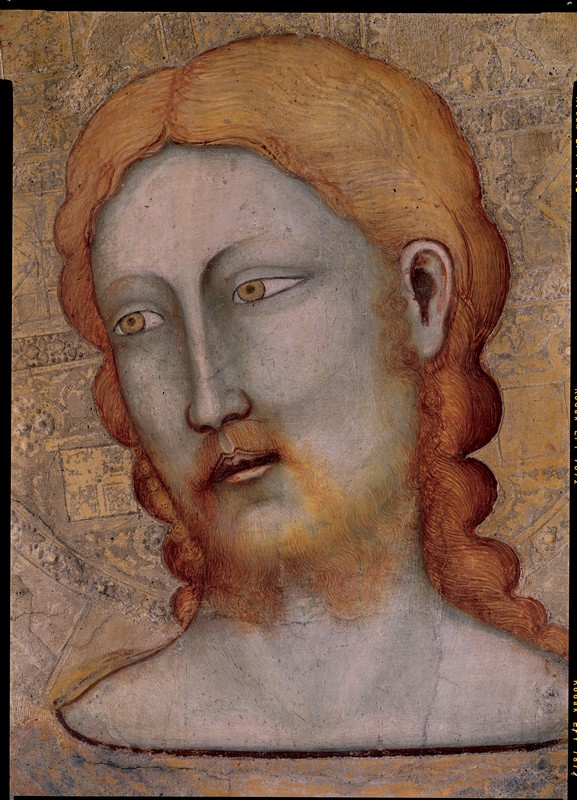
Fresko im Tiburio von Chiaravalle
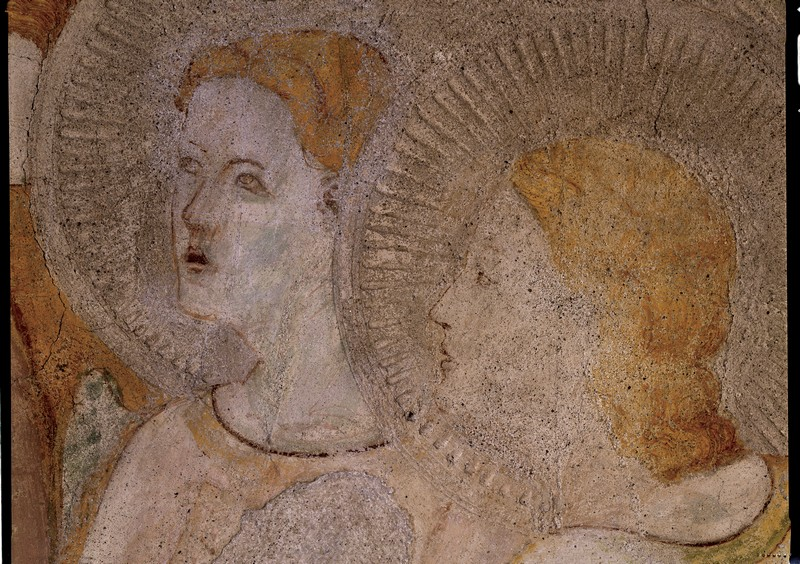
Fresko im Tiburio von Chiaravalle, Detail
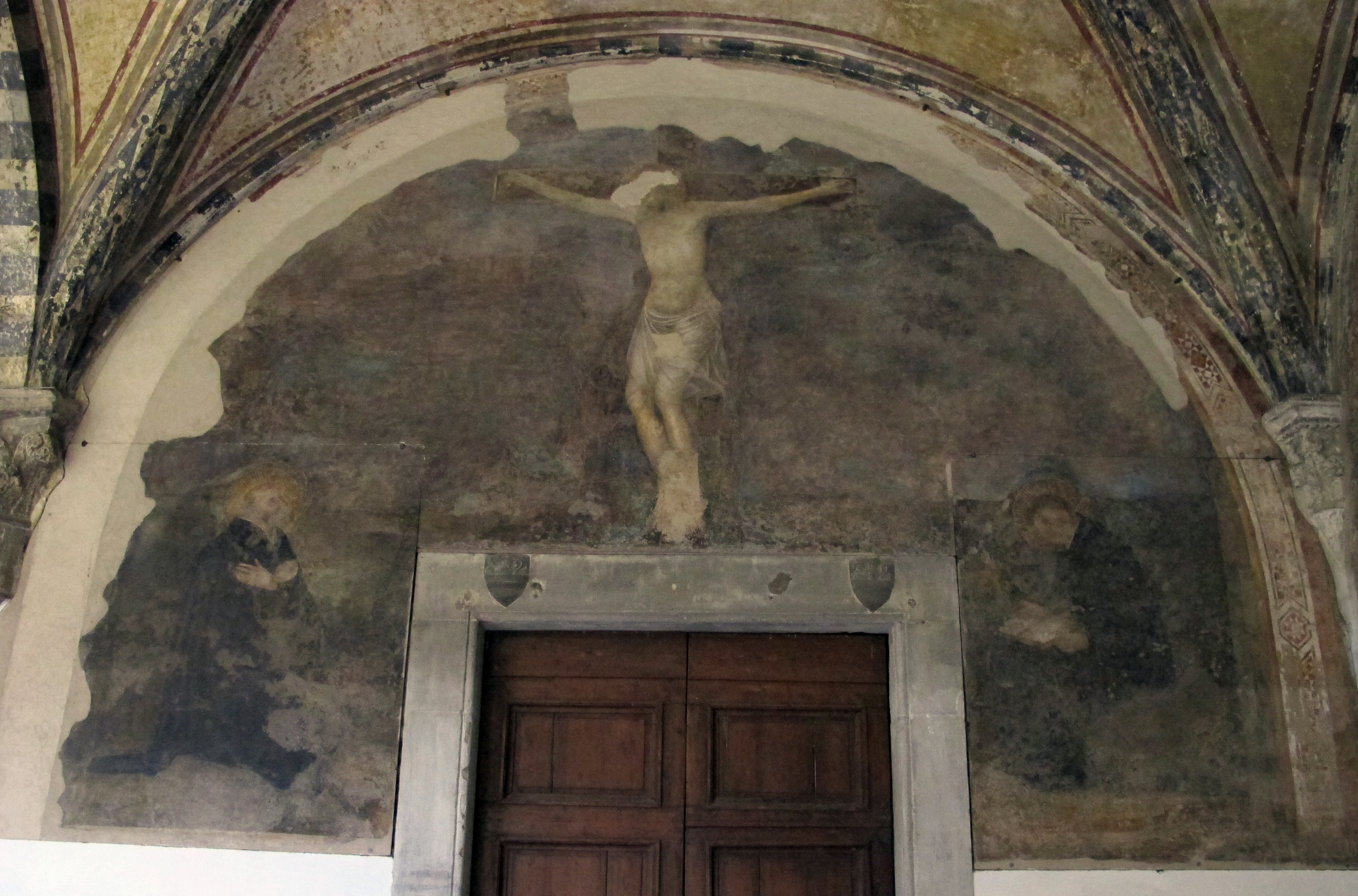
Kreuzigung im grünen Kreuzgang (Chiostro Verde) von Santa Maria Novella